# Neue Pinakothek

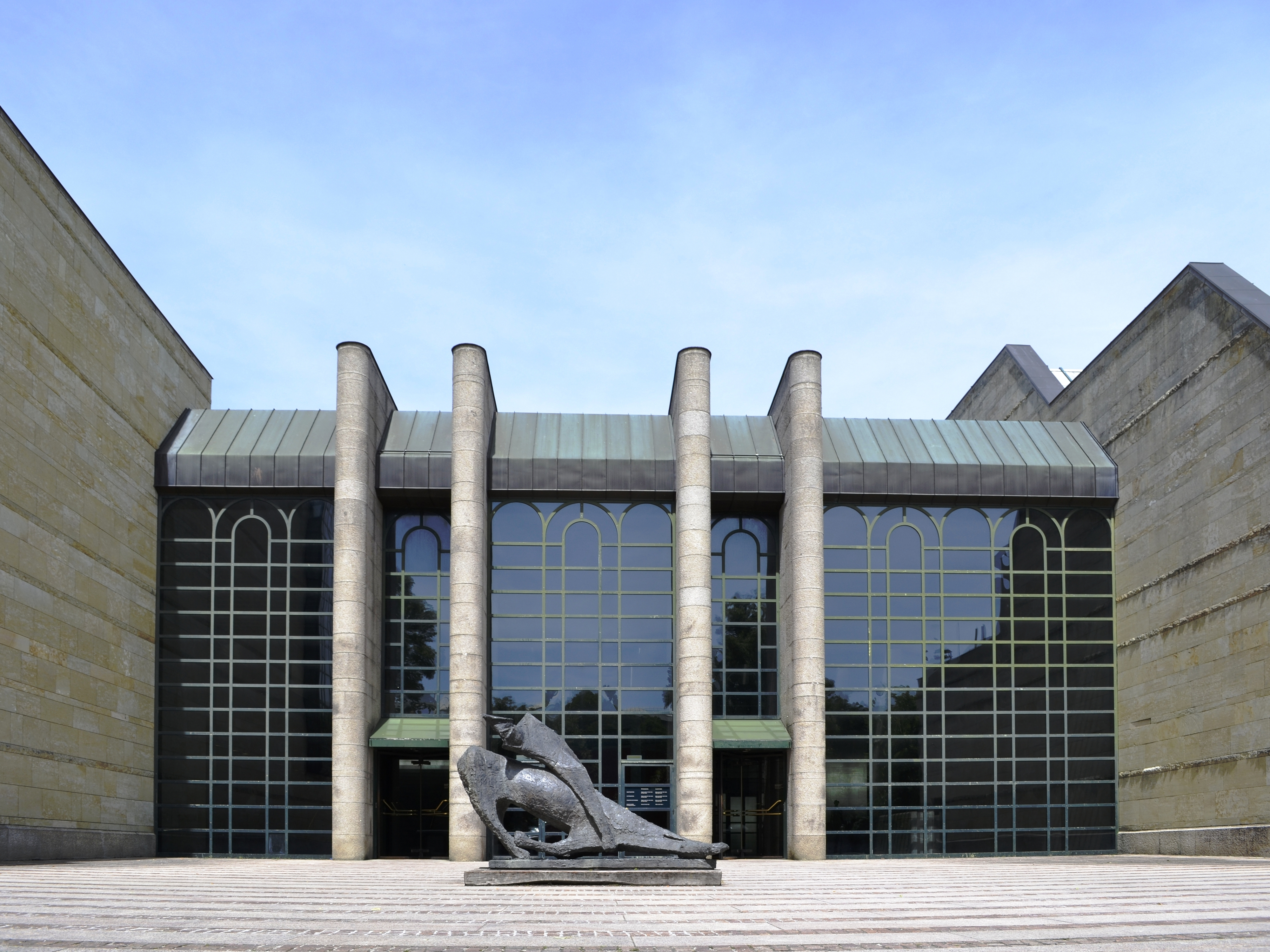
Eingangsbereich der Neuen Pinakothek

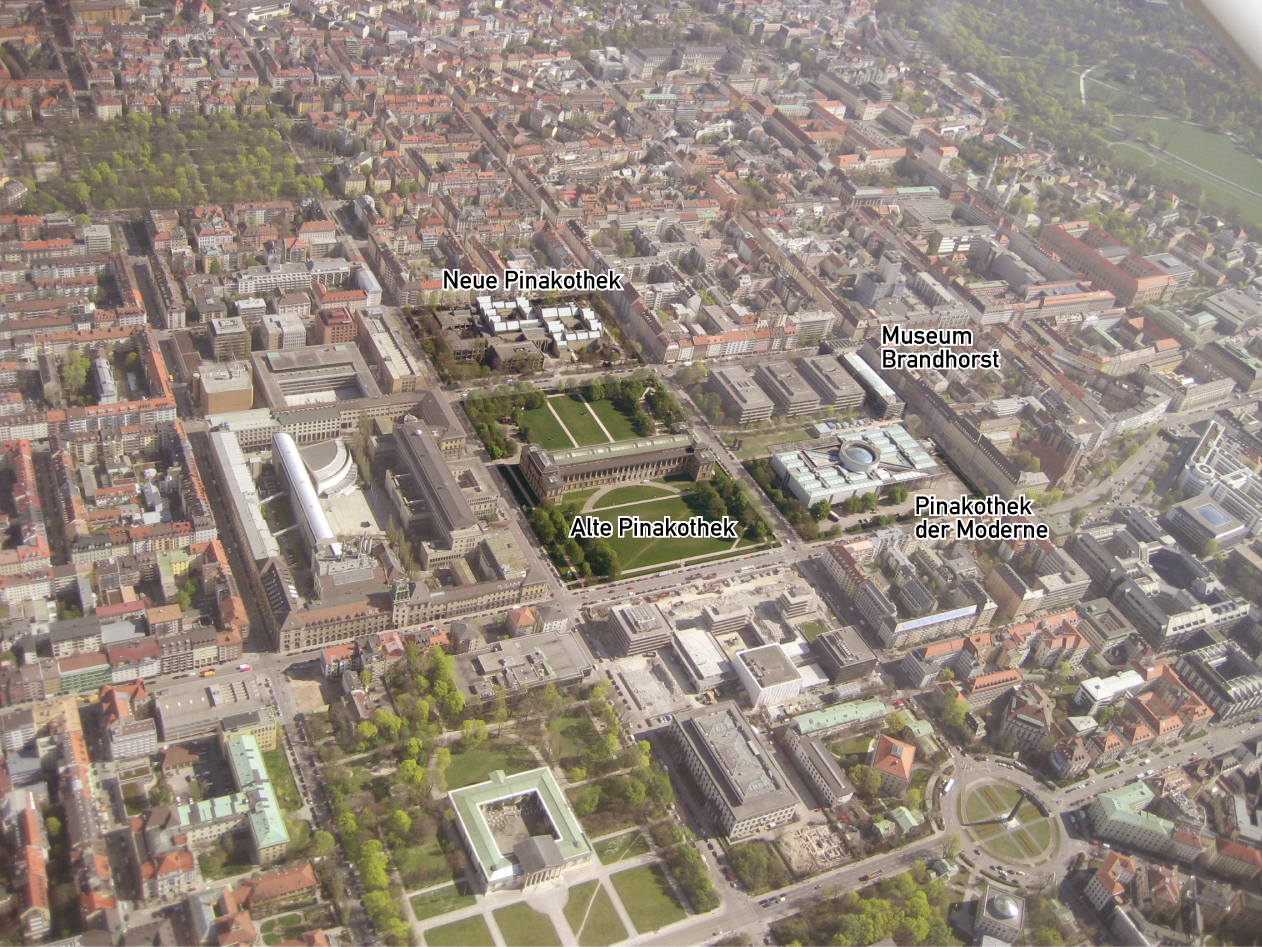
Lage der Pinakotheken im Münchner Kunstareal

Die Neue Pinakothek (ⓘ; von altgriechisch πινακοθήκη pinakothḗkē, deutsch ‚Saal, wo man Gemälde aufbewahrt‘) in München ist ein Museum der europäischen Kunst des 19. Jahrhunderts. Im Münchener Kunstareal gelegen, stellt sie ein Bindeglied zwischen ihren zwei Geschwisterinstitutionen dar – der Alten Pinakothek mit den Alten Meistern und der Pinakothek der Moderne für die Kunst des 20. und 21. Jahrhunderts.
Die Neue Pinakothek bietet einen Überblick über die Epochen der europäischen Kunst von der Aufklärung bis zum Anbruch der Moderne – von Francisco de Goya und Jacques-Louis David bis zu Vincent van Gogh und Paul Cézanne – und umspannt damit das späte 18., das gesamte 19. und die Anfänge des 20. Jahrhunderts. Neben Gemälden und Skulpturen des Klassizismus sind Werke der Romantik, des Jugendstils und des Impressionismus zu sehen. Ihr Bestand umfasst mehr als 6000 Werke und gehört zu den Bayerischen Staatsgemäldesammlungen, die mit mehr als 30.000 Objekten einen wesentlichen Teil des Gemälde- und Kunstbesitzes des Freistaats Bayern betreuen.
Seit dem 1. Januar 2019 ist das Gebäude für eine umfassende Generalsanierung bis voraussichtlich 2030 komplett geschlossen, eine Auswahl an Werken ist in dieser Zeit im Ostflügel der Alten Pinakothek und in der Sammlung Schack zu sehen.

## Erster Bau (1853–1944)

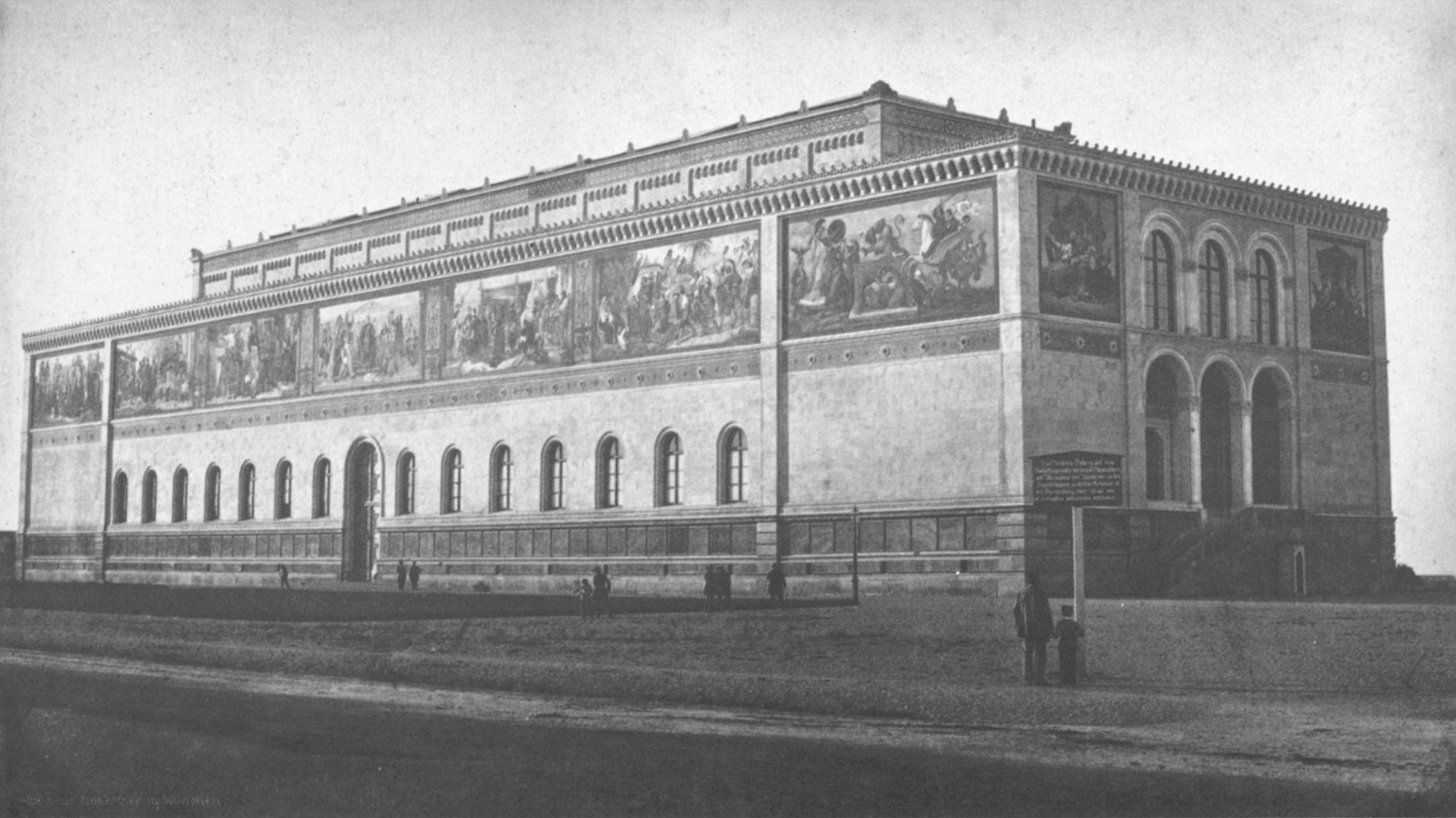
Neue Pinakothek, um 1854

### Geschichte
Die Galerie wurde von König Ludwig I. gegründet, der damit nach dem von ihm ebenfalls veranlassten Bau der Alten Pinakothek seine seit 1809 entstandene Privatsammlung von zeitgenössischen Kunstwerken der Öffentlichkeit zugänglich machen wollte, gleichzeitig war sie auch als Ausstellungsfläche der Münchner Schule vorgesehen. Bis 1853 wurde die erste Neue Pinakothek nach Entwürfen von Friedrich von Gärtner von August von Voit errichtet. Nachdem einige andere Bauplätze verworfen worden waren, entstand das Galeriegebäude gegenüber der Alten Pinakothek.
Mit ihrer Eröffnung am 25. Oktober 1853 war die Neue Pinakothek die erste Sammlung „moderner“, also zeitgenössischer, Kunst weltweit und sollte einen Gegenpol zur königlichen Sammlung der Alten Meister bilden, die seit 1836 in der Alten Pinakothek ausgestellt waren. Vorerst lag, bedingt durch Ludwigs Vorlieben, das Hauptgewicht der Sammlung auf der Münchner Schule und der deutschen Romantik. Der besondere Schwerpunkt lag auf den Malern der süddeutschen Schulen und Akademien. Allerdings verfolgte Ludwig I. auch dynastische Ziele mit der Errichtung des Museums, denn einst wurden die Gemälde Carl Rottmanns, die das von Ludwigs Sohn Otto regierte Griechenland in heroisierenden Landschaften darstellen, im Hauptsaal ausgestellt.
Nach dem Tod Ludwigs kamen nach und nach weitere bedeutende Werke hinzu, allerdings verharrte die Sammlung lange in vertrauten Bahnen. Dies änderte sich erst unter der Aufsicht von Hugo von Tschudi, der ab 1909 als Generaldirektor der Münchner Staatsgemäldesammlungen amtierte. Er richtete sein Augenmerk verstärkt auf die bis dahin eher vernachlässigten modernen französischen Künstler. Ihm verdankt die Neue Pinakothek ihre eindrucksvolle Impressionisten-Sammlung, die vor allem nach seinem Tod 1911 im Rahmen der „Tschudi-Spende“ ins Museum gelangte.

### Zerstörung
Am 12. Juli 1944 wurde das Gebäude der Neuen Pinakothek bei US-amerikanischen Luftangriffen schwer beschädigt und brannte vollständig aus. Die Gemäldesammlung war zu diesem Zeitpunkt weitgehend ausgelagert. Fünf Jahre später endete die erste Phase der Geschichte der Neuen Pinakothek mit der Entscheidung, die Ruine abzureißen. Danach lag das Gelände fast drei Jahrzehnte lang brach.

## Zweiter Bau (1981)

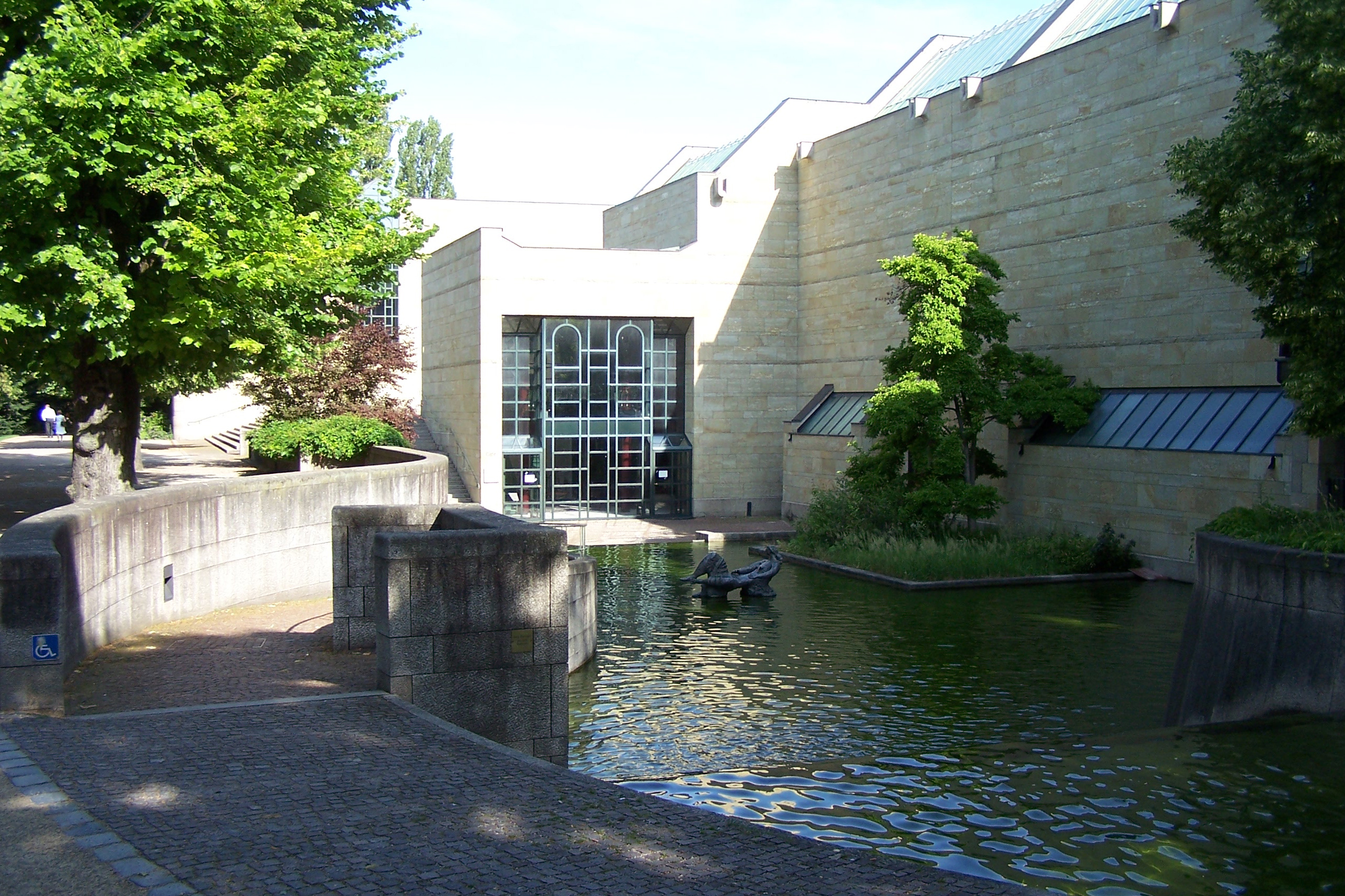
Wasserfläche vor dem Museumsgebäude mit einer Skulptur (Aglaia) von Toni Stadler junior

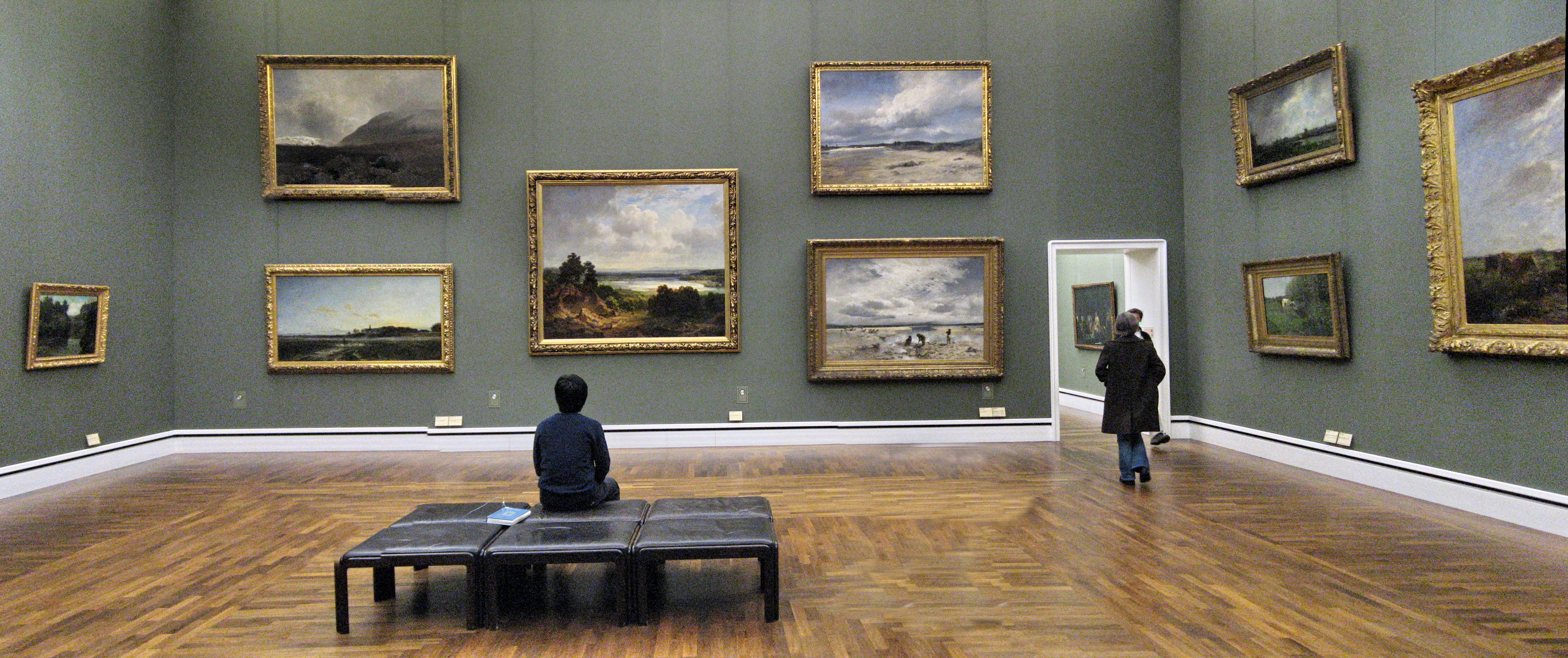
Galeriesäle der Neuen Pinakothek, 2009

### Geschichte
Nach provisorischer Präsentation einiger Meisterwerke im unzerstörten Haus der Kunst ab 1947 wurde erst 1981 der postmoderne Neubau der Pinakothek eröffnet, um die Geschwisterinstitutionen – Alte Pinakothek und Neue Pinakothek – auch topographisch wieder miteinander zu vereinen. Infolge eines Ideenwettbewerbs 1966/1967 wurde der Architekt Alexander von Branca mit dem Neubau der Neuen Pinakothek beauftragt. Projektleiter waren Dietmar Lüling, Christian Raupach und J. Zahn. 1975 erfolgte die Grundsteinlegung, am 28. März 1981 wurde der Neubau eröffnet. Von Brancas Architektur beinhaltet neben dem Galerietrakt den Verwaltungstrakt der Bayerischen Staatsgemäldesammlung und das Doerner Institut.
Der Neubau stand im Zentrum einer kontrovers geführten Diskussion: Der Divergenz des modernen Stahlbetonbaus und der ihm vorgeblendeten, aus Naturstein bestehenden Fassade. Während der Vorwurf der Architekturkritiker also lautet, die Architektur illusioniere lediglich den Schein eines Natursteinbaus, so ist dieses Prinzip doch längst aus der Architekturgeschichte bekannt – zuletzt und wohl am prägnantesten aus dem Historismus, in der die Fassaden aus wenig dauerhaften und rein dekorativen Materialien wie Gips und Stuck gestaltet wurden. Während die Kunstgeschichte des Abendlands voller Retrospektiven zu sein scheint, bedient sich auch die Architektur der Neuen Pinakothek ganz bewusst aus der Architekturgeschichte bekannter Formelemente wie Rundbogenfenster, Schlusssteine, Erker und Freitreppen. Allerdings legt von Brancas abstrakter Umgang mit diesen Stilelementen dessen Intention offen: augenfällig funktionslose Wasserspeier spiegeln die Trennung von Funktion und Ästhetik wider. Ebenso verhält es sich mit der Divergenz von Stahlbetonbau und Natursteinfassade.
Während der Außenbau durch unzählige, ineinander verschränkte Kuben definiert erscheint und sich durch Vor-, An- und Aufbauten, je nach Perspektive in stets neuen (vielleicht verwirrenden) Ansichten präsentiert, so legt der Architekt bei der Innengestaltung und Distribution des Galerietrakts besonderen Wert auf die spezifischen Bedürfnisse der Museumsarchitektur. Für die Präsentation von Gemälden angebracht, findet sich der Besucher in Galerieräumen mit klassischen Proportionen und zur Ausleuchtung von Gemälden vorteilhafter Oberlichtbeleuchtung wieder. Fast unvermittelt, eher einer natürlichen Bewegung folgend wird der Besucher durch eine Raumabfolge gelenkt, innerhalb dieser er das 19. Jahrhundert weitestgehend chronologisch erfahren kann. Branca erklärt dazu: „Der Besucher sollte keine Pfadfindereigenschaften besitzen müssen, sondern, einem natürlichen ‚Gefälle‘ folgend, die Raumabfolge ‚durchfließen‘“. Trotzdem ist es dem Besucher nahezu jederzeit möglich zum zentral gelegenen Foyer zurückzukehren. Branca gelingt diese in der Museumsarchitektur oft diskutierte Anforderung an die Raumdistribution durch zweierlei architektonische Maßnahmen: die Raumabfolge in der Form einer Acht und ein zu den Galerieräumen parallel gelegenes System von Gängen, die der Präsentation von Skulptur des 19. Jahrhunderts dienen.
Inszeniert sich der Außenbau des Museums als imposantes und facettenreiches Bauwerk, so nimmt sich die Architektur im Bereich der Ausstellungsräume zurück, um der Funktion von Museumsarchitektur – Raum für die Präsentation von Kunst darzubieten – gerecht zu werden. Mit der Eröffnung der Pinakothek der Moderne in unmittelbarer Nachbarschaft im Kunstareal 2002 änderte sich die Situation für die Neue Pinakothek neuerlich: vier bedeutende Museen für das 20. und 21. Jahrhundert unter einem Dach – Kunst, Grafik, Architektur und Design. Die Pinakothek der Moderne löst die Neue Pinakothek in ihrem originären Anspruch, „zeitgenössische“ Kunst zu präsentieren, ab und stellt sie zugleich vor eine neue Herausforderung: die Konzentration auf Malerei und Skulptur des facettenreichen 19. Jahrhunderts und damit die Verknüpfung der drei Pinakotheken miteinander. Trotzdem oder gerade daher sind die Grenzen dieser Schau auf ein Jahrhundert offen: am Beginn mit der deutschen bürgerlichen und klassizistischen Malerei des 18. Jahrhunderts, der auf Kommendes verweisenden Kunst Englands, mit der kühnen Dramatik Goyas, dem revolutionären Anspruch Davids und dann am Schluss mit der in das 20. Jahrhundert reichenden Bewegung der jungen Moderne. Die hier erstmals gezogene Trennlinie zwischen Alt und Neu, die für die Zeit kurz vor 1800 angesetzt wurde, war für deutsche Galerien wegweisend. Das Vermittlungsprogramm wird vom Besucherdienst und der Kunstvermittlung der Pinakotheken ebenso wie von der Münchner Volkshochschule durchgeführt.

### Sanierung
Im Zuge der Sanierung der Neuen Pinakothek dürfen nach einer Einigung mit den Erben des Architekten im Sommer 2019 von der Museumsleitung gewünschte Eingriffe in die Fassade vorgenommen werden. So wird ein behindertengerechter Zugang durch einen Glaskubus am Rande der Haupttreppe entstehen und die Drehtüren werden einem Schiebeelement weichen. Im Inneren kann das Foyer verändert und besucherfreundlicher gestaltet werden, auch der Museumsladen soll Tageslicht erhalten. Zudem wird ein offener Innenhof, der bislang nicht zugänglich war, überdacht und Besuchern für Empfänge und Kunstvermittlung zur Verfügung stehen. Das Museum gewinnt auf diese Weise gute 200 Quadratmeter Nutzfläche, während die Ausstellungsfläche ansonsten gleich bleibt.
Die im Sommer 2021 begonnene Sanierung wird durch die komplexe Dachkonstruktion erschwert. Um jegliches Eindringen von Wasser zu verhindern, soll im Herbst 2023 ein riesiges „Wetterschutzdach“ aufgestellt werden. Den ursprünglich angekündigten Endtermin 2025 korrigierte Baudirektorin Barbara Thiel-Lintner Anfang 2022 dahingehend, dass geplant sei, zum Jahreswechsel 2027/2028 „baulich fertig“ zu sein und 2029 das Museum wieder für Besucher zugänglich zu machen.

## Sammlung
Die Neue Pinakothek zeigt aus ihrem Bestand von über 3.000 Gemälden und 300 Skulpturen in den 22 Sälen und zehn Kabinetten ständig eine wechselnde Auswahl von mehr als 400 Werken.

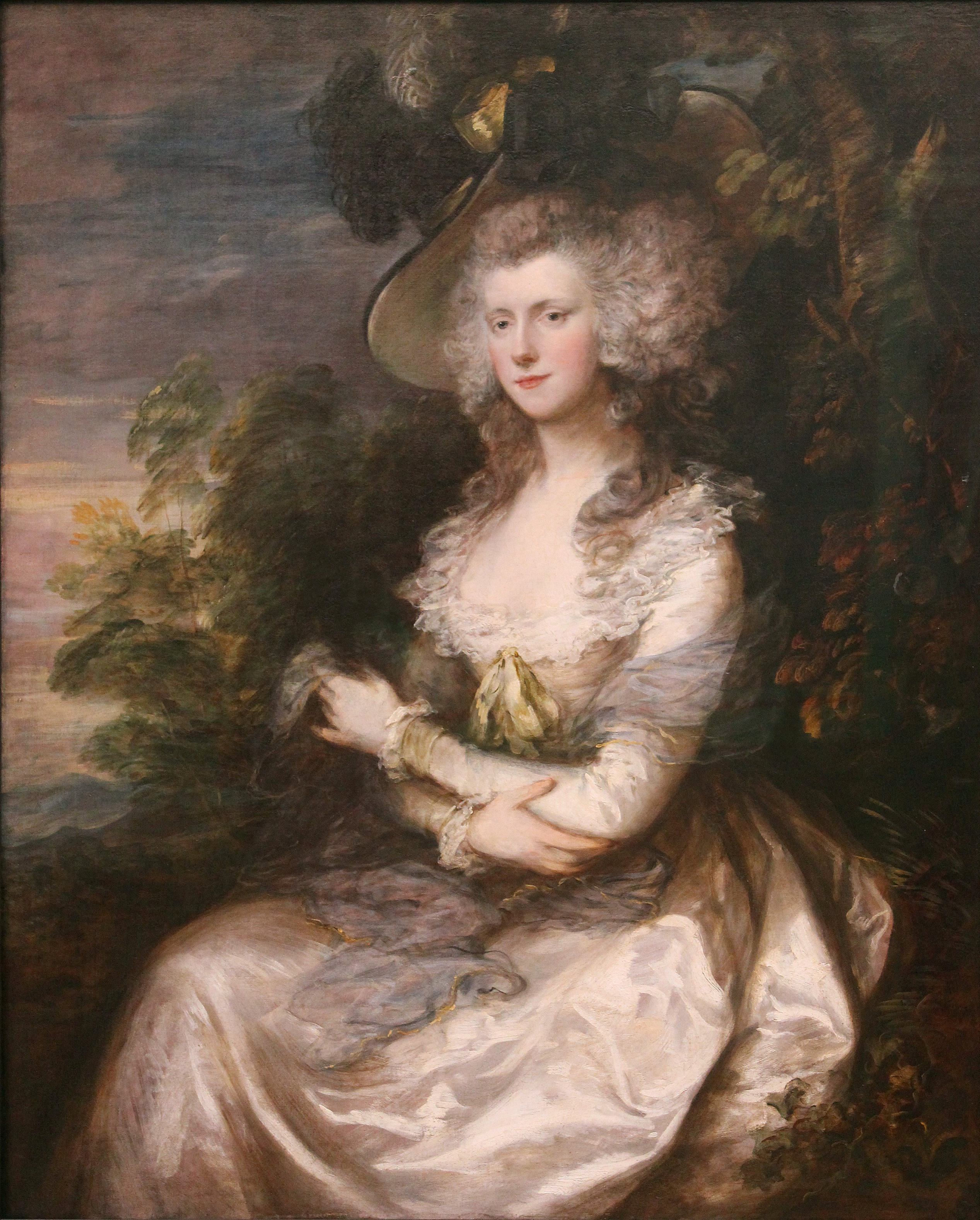
Thomas Gainsborough, Mrs. Thomas Hibbert (1786)

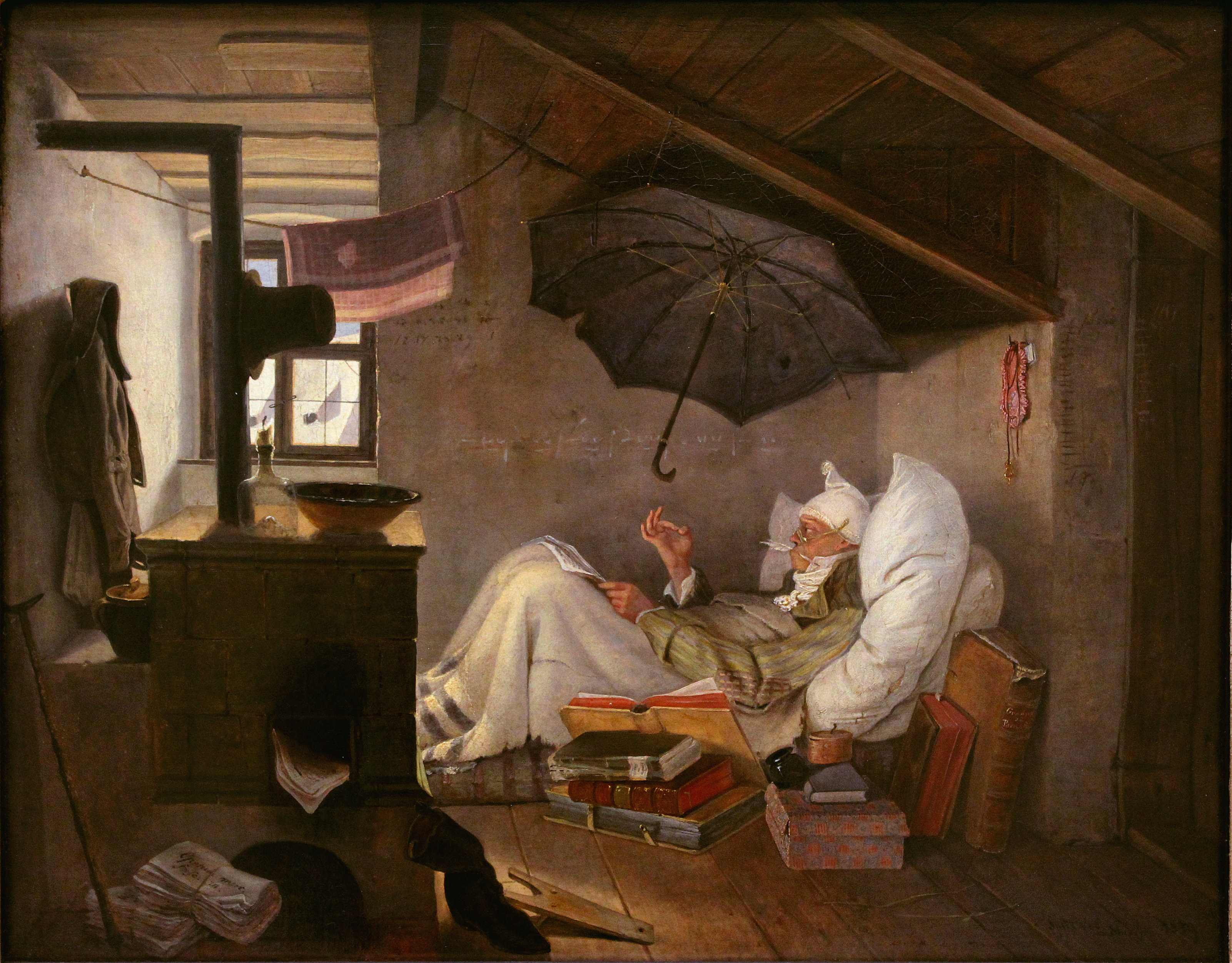
Carl Spitzweg, Der arme Poet (1839)

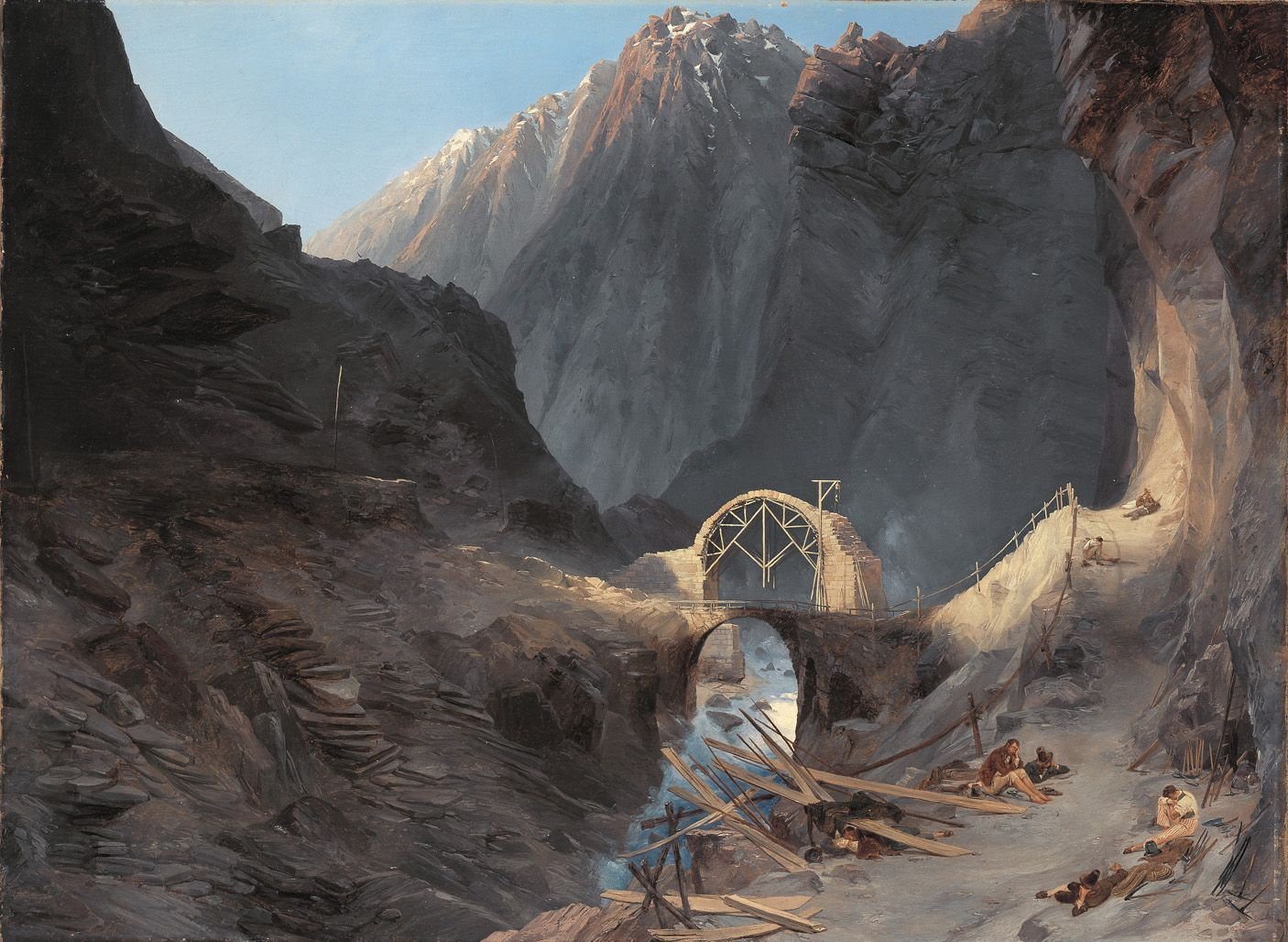
Carl Blechen, Bau der Teufelsbrücke (1830/32)

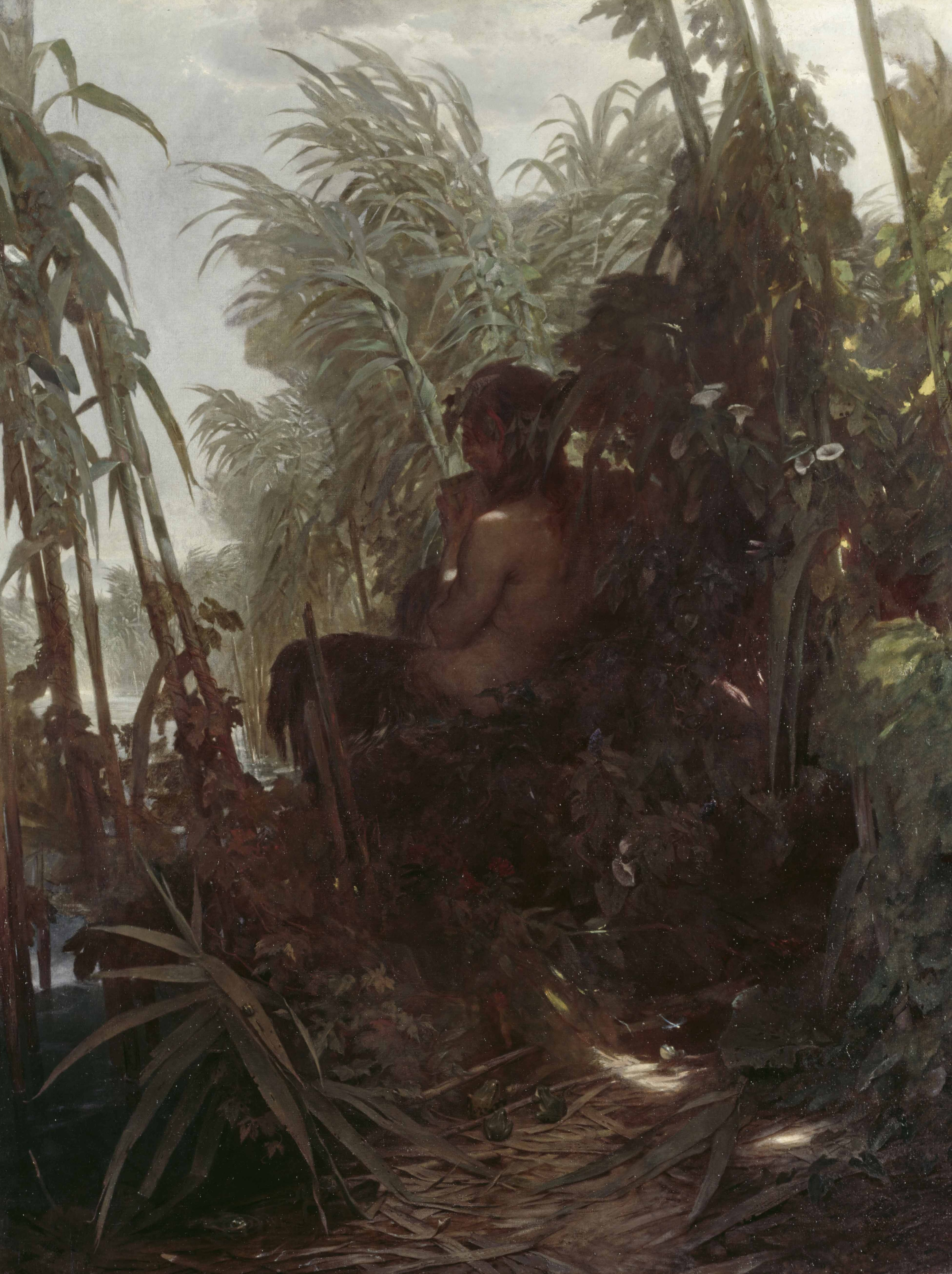
Arnold Böcklin, Pan im Schilf (1858)

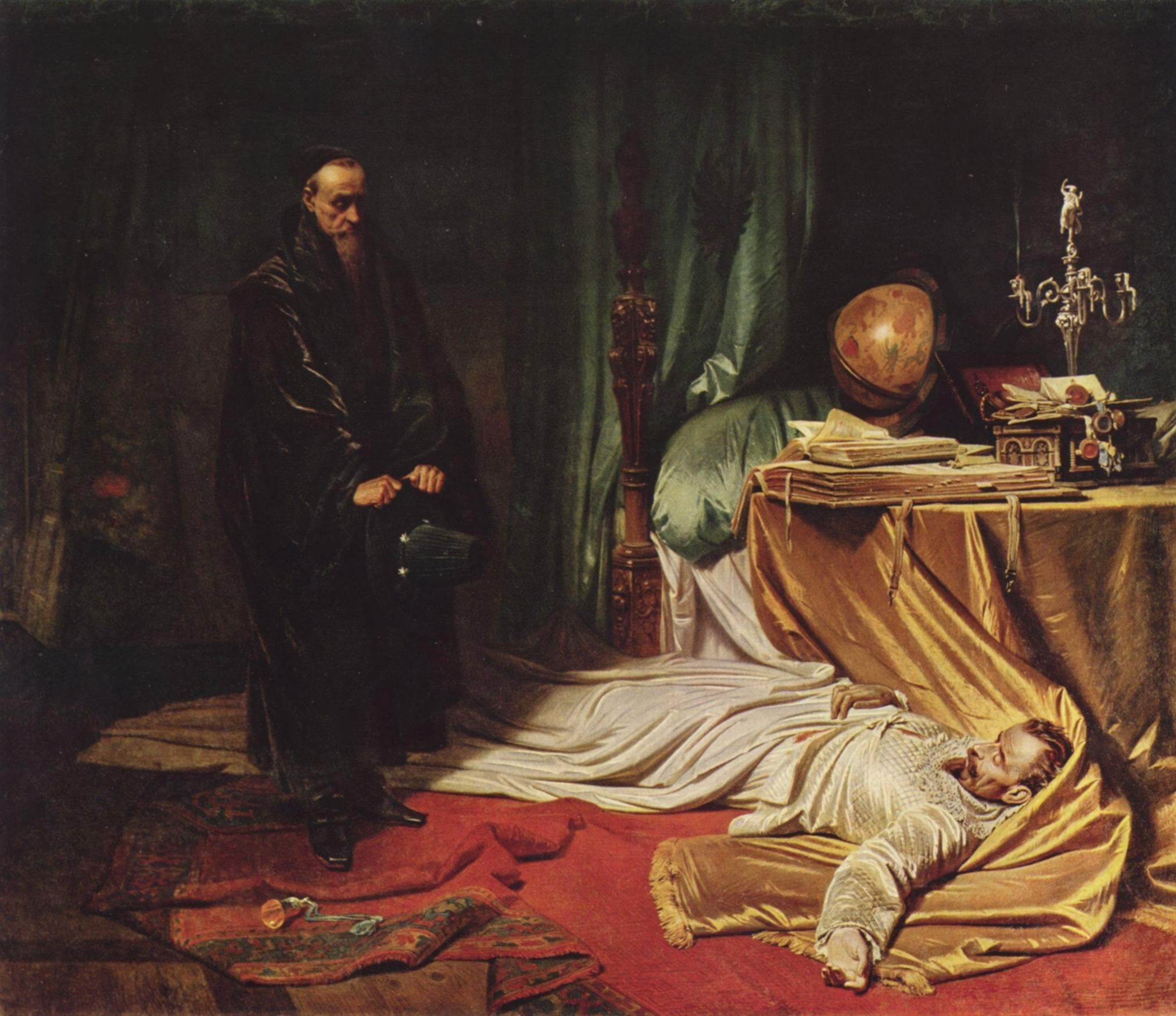
Carl Theodor von Piloty, Seni vor der Leiche Wallensteins (1855)

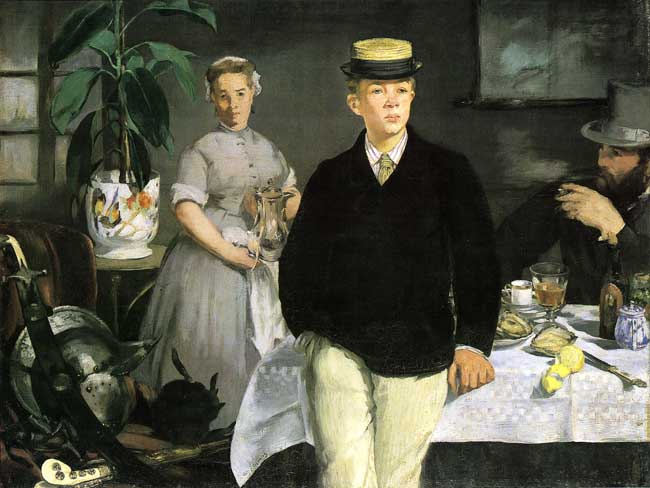
Édouard Manet, Le déjeuner dans l’atelier (1868)

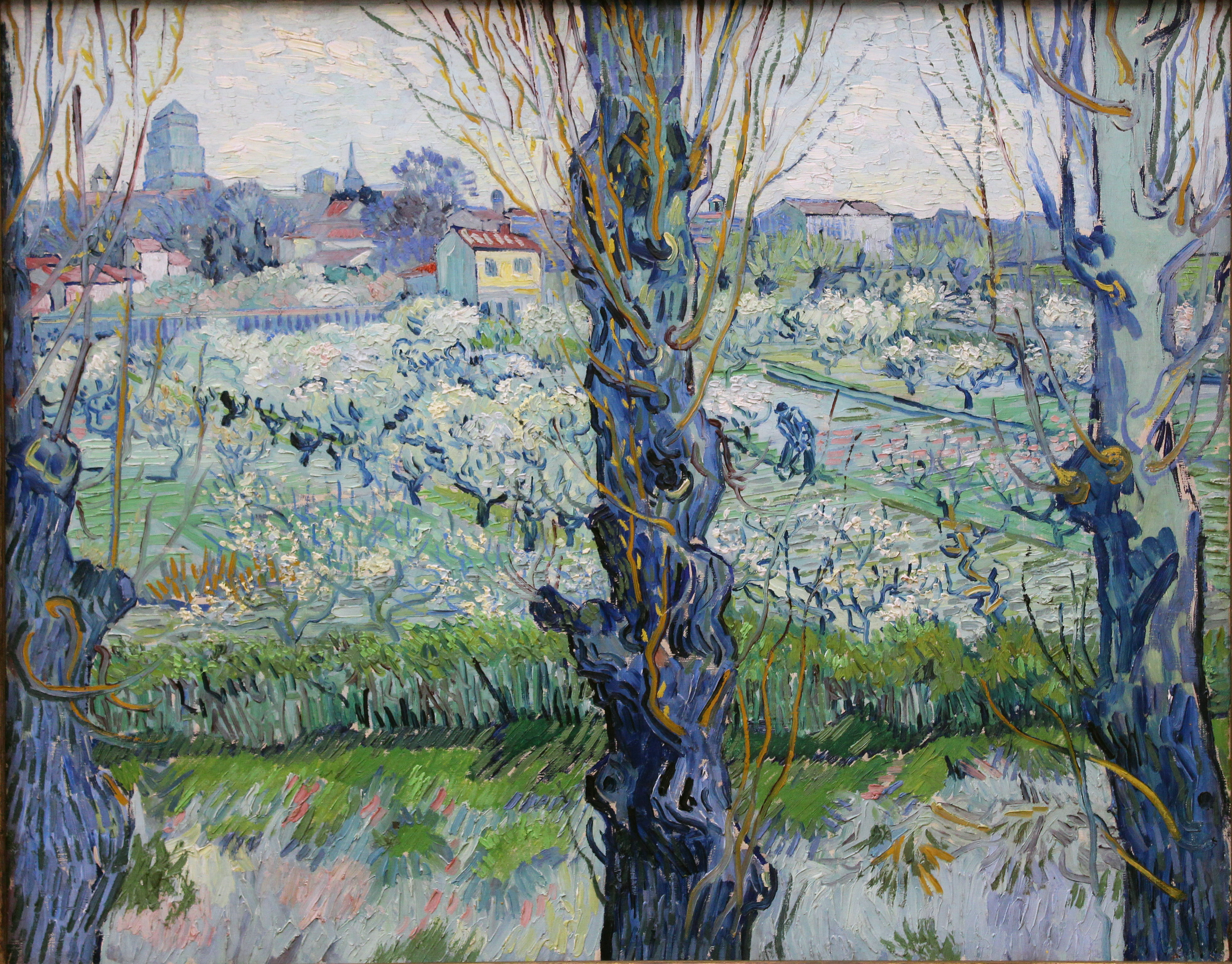
Vincent van Gogh, Blick auf Arles (1889)

### Internationale Kunst des späten 18. Jahrhunderts
Die Sammlung umfasst unter anderen Werke von Anton Raphael Mengs (Selbstbildnis, 1773), Anton Graff (Heinrich XIII, Graf Reuß, 1775), Francisco de Goya (Die Landpartie, 1776; Don José Queraltó als spanischer Armeearzt, 1802), Hubert Robert (Abbruch der Häuser auf dem Pont au Change in Paris, 1788), Angelika Kauffmann (Selbstbildnis, 1784), Jacques-Louis David (Bildnis der Anne-Marie-Louise Théllusson, Comtesse de Sorcy, 1790, das einzige Werk des Künstlers in einer deutschen Sammlung), Johann Heinrich Füssli (Satan und Tod, von der Sünde getrennt, 1792/1802), Johann Friedrich August Tischbein (Nicolas Châtelain im Garten, 1791) und Johann Georg von Dillis (Trivaschlösschen, 1797).

### Englische Malerei des späten 18. und frühen 19. Jahrhunderts
Fast alle bedeutsamen Maler Englands und Schottlands des 18. und frühen 19. Jahrhunderts sind in der Neuen Pinakothek ausgestellt, so Thomas Gainsborough (Landschaft mit Hirt und Herde, 1784; Mrs. Thomas Hibbert, 1786; das zugehörige Porträt von Thomas Hibbert, 1786, erwarb der Pinakotheks-Verein 2022), William Hogarth (Richard Mounteney, 1746), George Stubbs (Hühnerhund, um 1760), Joshua Reynolds (Captain Philemon Pownall, 1769), Thomas Lawrence (Die beiden Söhne des 1. Earl Talbot, um 1792), George Romney (Catherine Clements, 1788), Richard Wilson (Blick von Syon House über die Themse bei Richmond Gardens, um 1765), Henry Raeburn (Mrs. J. Campbell of Kilberry, 1802), David Wilkie (Testamentseröffnung, 1820), John Constable (Blick von East Bergholt auf Dedham Vale, 1825), und William Turner (Ostende, 1844). Mittlerweile besitzt die Neue Pinakothek fünf Werke von Thomas Gainsborough, mehr als jedes andere kontinentaleuropäische Museum.

### Deutsche Künstler des Klassizismus in Rom und Nazarener
Diese Abteilung zeigt Werke von Künstlern wie Jakob Philipp Hackert (Lago d’Averno, 1807), Joseph Anton Koch (Heroische Landschaft mit Regenbogen, 1815), Friedrich Overbeck (Italia und Germania, 1828), Wilhelm von Schadow (Bildnis einer jungen Römerin, 1818), Heinrich Maria von Hess (Marchesa Marianna Florenzi, 1824), Peter von Cornelius (Die drei Marien am Grab, um 1822), Franz Ludwig Catel (Kronprinz Ludwig in der Spanischen Weinschänke zu Rom, 1824),  Joseph Karl Stieler (Johann Wolfgang von Goethe, 1828), Carl Rottmann (Taormina mit dem Ätna, wohl 1829; Marathon, 1848) und Ferdinand Johann von Olivier (Elias in der Einöde, um 1831).

### Deutsche Romantik
In dieser Abteilung sind Werke von Caspar David Friedrich (Gartenlaube, 1818), Johan Christian Dahl (Morgen nach einer Sturmnacht, 1819), Karl Friedrich Schinkel (Dom über einer Stadt, ca. 1830), Carl Blechen (Bau der Teufelsbrücke, 1830), Domenico Quaglio (Die alte Reitschule mit dem Café Tambosi in München, 1822; Blick auf die Villa Malta in Rom, 1830) und Johann Christian Reinhart (Ensemble von vier Ansichten: Blick von der Villa Malta in Rom, 1835) und anderen zu sehen.

### Biedermeier
Die Kunst des Biedermeier ist vertreten durch Ludwig Richter (Der Watzmann, 1824), Wilhelm von Kobell (Blick auf den Tegernsee, 1829/1833), Joseph Anton Koch (Landschaft bei Olevano mit reitendem Mönch, 1830), Franz Xaver Winterhalter (Graf Jenison-Walworth, 1837), Ferdinand Georg Waldmüller (Junge Bäuerin mit drei Kindern im Fenster, 1840), Moritz von Schwind (Eine Symphonie, 1852), Carl Spitzweg (Der arme Poet, 1839; Der Institutsspaziergang, um 1855)

### Französischer Realismus und Französische Romantik
Hier werden Werke von Théodore Géricault (Auffahrende Artillerie, um 1814), Carle Vernet (Rückkehr von der Jagd, 1828), Théodore Chassériau (Badende, 1842), Eugène Delacroix (Clorinde befreit Olindo und Sophronia, um 1855), Jean-François Millet (Bauer beim Pfropfen eines Baumes, 1855), Charles-François Daubigny (Schleuse im Tal von Optevoz, um 1855), Honoré Daumier (Das Drama, 1860), Gustave Courbet (Landschaft bei Maizières, 1865) und anderen gezeigt.

### Historien- und Gesellschaftsmalerei
Dieses Genre wird vertreten durch Werke von Wilhelm von Kaulbach (Ludwig I., umgeben von Künstlern und Gelehrten, 1848), Karl Theodor von Piloty (Seni vor der Leiche Wallensteins, 1855), Franz von Defregger (Das letzte Aufgebot, 1872) und Hans Makart (Die Falknerin, um 1880).

### Malerei der Deutschrömer
In dieser Abteilung sind Künstler wie Arnold Böcklin (Im Spiel der Wellen, 1883), Anselm Feuerbach (Nanna, 1861) und Hans Thoma (Taunuslandschaft, 1890) vertreten. Von Hans von Marées (Selbstbildnis, 1883) besitzt die Neue Pinakothek dank der Schenkung von Fiedler (1891) zahlreiche Werke, die durch das Benutzen schlechter Farben – trotz aller konservatorischer Bemühungen – vom langsamen Verlöschen bedroht sind.

### Deutscher Realismus
Hier sind Werke von Wilhelm Leibl (Bildnis der Frau Gedon, 1868), Franz von Lenbach (Dorfstraße von Aresing, 1856), Adolph Menzel (Wohnzimmer mit Menzels Schwester, 1847), Wilhelm Trübner (Sitzende Dogge, um 1877) und Carl Schuch (Stillleben mit Äpfeln, Weinglas und Zinnkrug, um 1876) zu sehen.

### Deutsche Impressionisten
Diese Abteilung zeigt Werke von Max Liebermann (Badende Jungen, 1898), Lovis Corinth (Eduard Graf von Keyserling, 1901), Hubert von Heyden (Hühnerhof, um 1897; Geflügelhof, um 1900), Fritz von Uhde (Schwerer Gang, 1890), Max Slevogt (Feierstunde, 1900) und August von Brandis (Durchblick, 1904) sowie Ernst Oppler (Die Näherin, vor 1903).

### Französische Impressionisten und Post-Impressionisten
In dieser Abteilung sind Künstler wie Pierre-Auguste Renoir (Bildnis einer jungen Frau, 1876; Die Gärten von Montmartre mit Blick auf Sacré-Coeur im Bau, 1896), Édouard Manet (Le Déjeuner dans l'atelier, 1868; Die Barke, 1874), Claude Monet (Seinebrücke von Argenteuil, 1874; Seerosen, um 1915), Paul Cézanne (Der Bahndurchstich, um 1870; Stillleben mit Kommode, um 1883/1887), Paul Gauguin (Die Geburt – Te tamari no atua, 1896), Camille Pissarro (Straße in Upper Norwood 1871), Edgar Degas (Die Büglerin, um 1869), Alfred Sisley (Der Weg nach Hampton Court, 1874) und Vincent van Gogh (Der Weber, 1884; Sonnenblumen, 1888; Blick auf Arles, 1889; Ebene bei Auvers, 1890) sowie Paul Sérusier (Die Wäscherinnen, 1891) vertreten.

### Symbolismus, Jugendstil und beginnendes 20. Jahrhundert

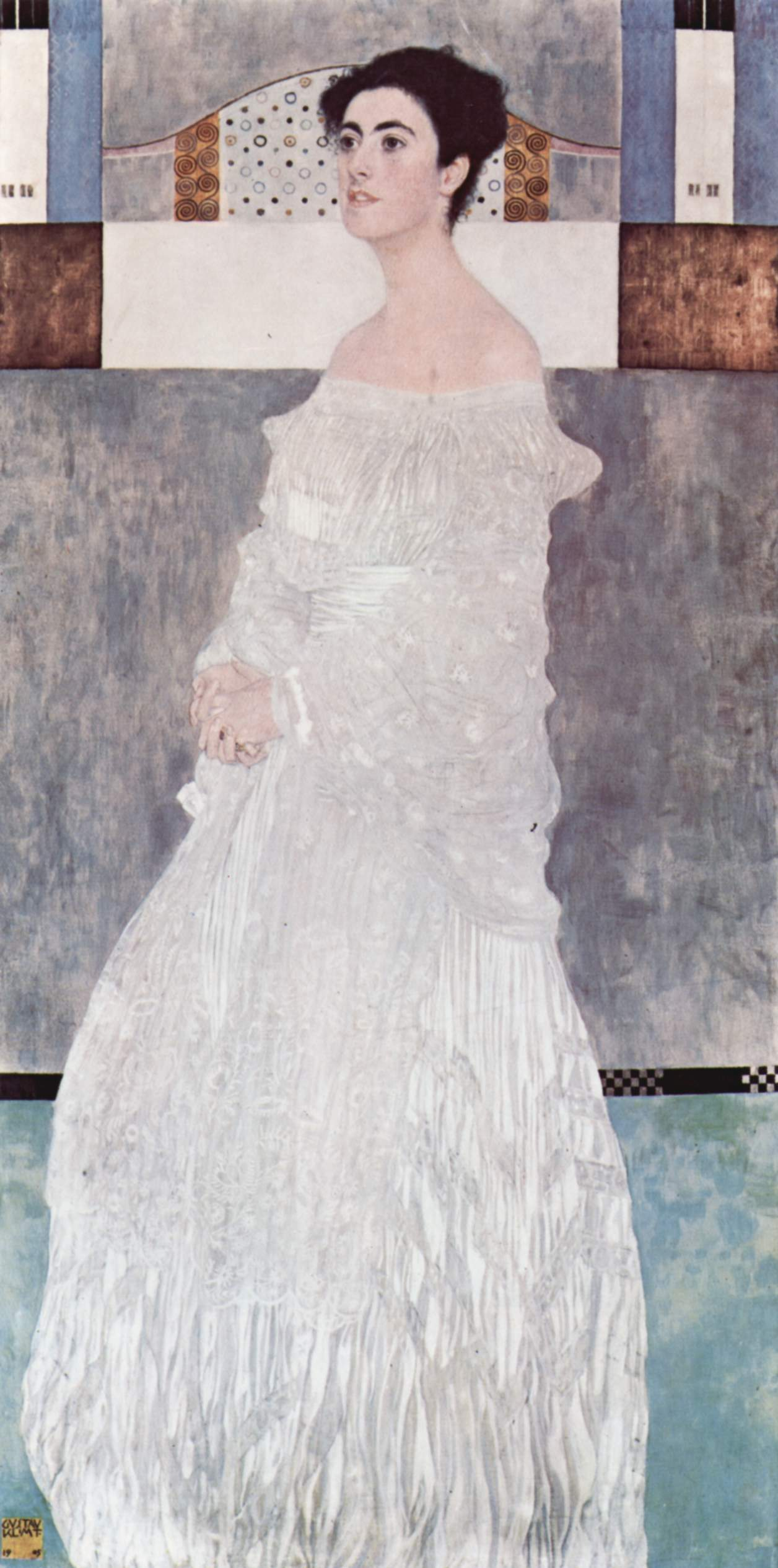
Gustav Klimt, Margaret Stonborough-Wittgenstein (1905)

Für diesen Zeitabschnitt stehen Werke von Gustav Klimt (Margaret Stonborough-Wittgenstein 1905), Giovanni Segantini (Das Pflügen, 1887/1890), Fernand Khnopff (Ich schließe mich selbst ein, 1891), Paul Signac (S. Maria della Salute, 1905), Maurice Denis (Gallische Herdengöttin, 1906), Henri de Toulouse-Lautrec (Der junge Routy auf Schloss Céleyran, 1882), James Ensor (Stillleben im Atelier, 1889), Ferdinand Hodler (Die Lebensmüden, 1892), Franz von Stuck (Die Sünde, 1893), Edouard Vuillard (Szene im Café, 1903), Edvard Munch (Frau im roten Kleid (Straße in Aasgaardstrand), 1902), Pierre Bonnard (Dame vor dem Spiegel, 1905) und Egon Schiele (Agonie, 1912). Bilder aus dem ersten Jahrzehnt des 20. Jahrhunderts sind auch in der Pinakothek der Moderne ausgestellt.

### Skulpturen

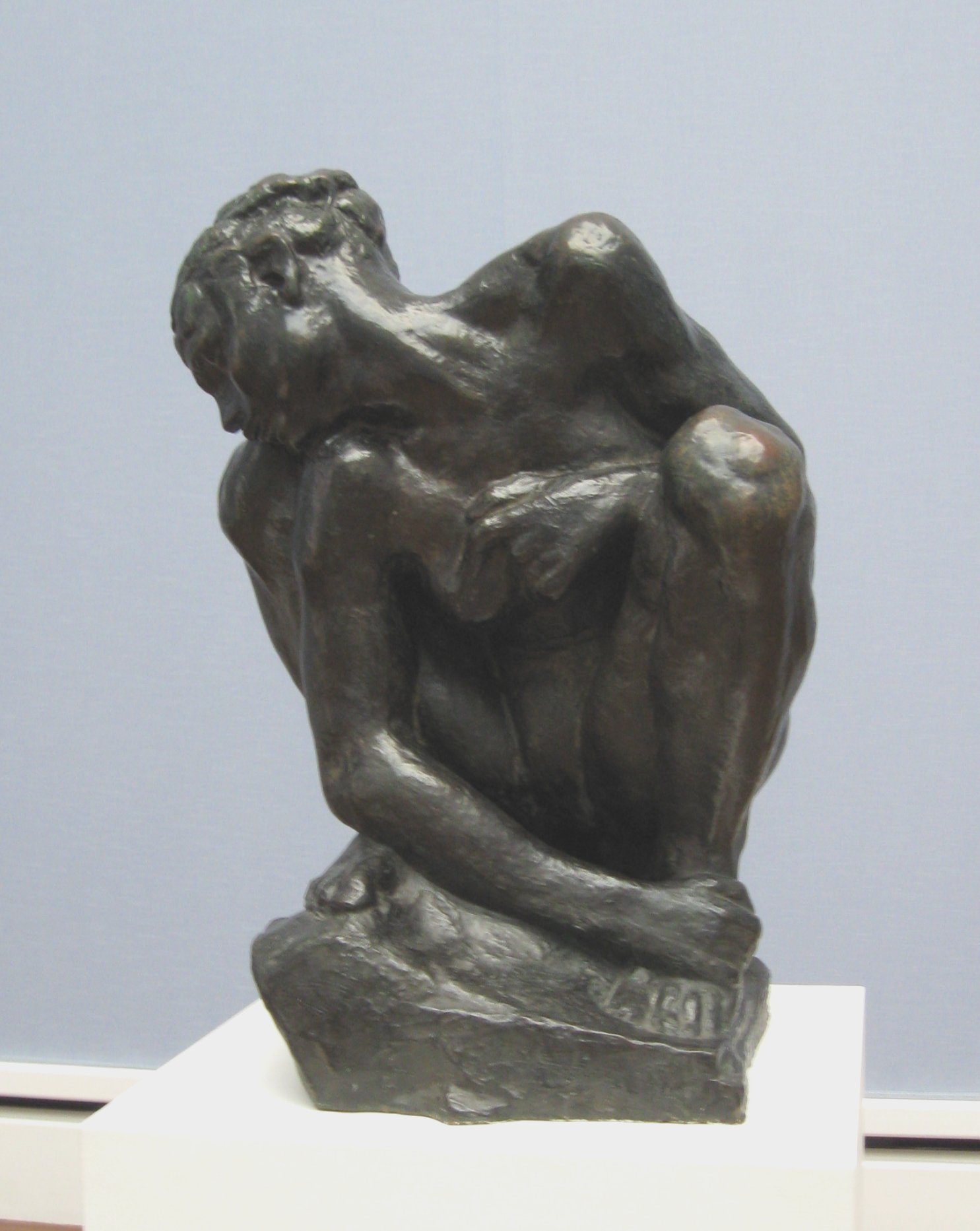
Auguste Rodin, Die Kauernde (1880/1882)

Ausgestellt sind auch Skulpturen des 19. und frühen 20. Jahrhunderts, unter anderem von Bertel Thorvaldsen (Adonis, 1802/1832), Antonio Canova (Paris Statue, 1807–1816), Rudolf Schadow (Die Sandalenbinderin, 1813/1817), Honoré Daumier (Ratapoil, 1851), Auguste Rodin (Kauernde, 1880/1882), Max Klinger (Elsa Asenijeff, um 1900), George Minne (Jacques Francquaert, 1901), Aristide Maillol (Flora, 1910), Pablo Picasso (Der Narr, 1905).

## Filme
- Alte und Neue Pinakothek, München (= Museums-Check. Folge 13). Reportage, 30 Min., Moderation: Markus Brock, Produktion: 3sat. Erstausstrahlung: 15. Januar 2012.[8]